# (474078) 2016 JZ34
(474078) 2016 JZ34 es un asteroide que forma parte del cinturón interior de asteroides, descubierto el 10 de diciembre de 2006 por el equipo del Spacewatch desde el Observatorio Nacional de Kitt Peak, Arizona, Estados Unidos.

## Designación y nombre
Designado provisionalmente como 2016 JZ34.

## Características orbitales
2016 JZ34 está situado a una distancia media del Sol de 1,969 ua, pudiendo alejarse hasta 2,133 ua y acercarse hasta 1,804 ua. Su excentricidad es 0,083 y la inclinación orbital 23,60 grados. Emplea 1009 días en completar una órbita alrededor del Sol.

## Características físicas
La magnitud absoluta de 2016 JZ34 es 17,492.